# Manaf (divindade)
Manaf (árabe: مناف) era uma divindade da Arábia pré-islâmica, da cidade de Meca, na época em que seus habitantes ainda eram politeístas. A estátua de Manaf era acariciada por mulheres, entretanto, quando estas estavam em seu período menstrual, não podiam se aproximar da mesma.